# It's Ecstasy When You Lay Down Next to Me
«It's Ecstasy When You Lay Down Next to Me» es una canción de 1977 del cantante estadounidense Barry White. La canción fue escrita por Ekundayo Paris y Nelson Pigford, y arreglada por Barry White.

## Rendimiento en listas
Lanzado como parte del álbum Barry White Sings for Someone You Love, pasó cinco semanas en el puesto número 1 de las listas de singles de R&B durante fines de 1977. También fue un gran éxito en las listas generales, alcanzando el número cuatro en las lista de Billboard Ho t 100.

## Muestras
- Otra canción que usa el mismo ritmo de «It's Ecstasy» es «Le Spank» de Le Pamplemousse de 1977.
- La pista fue posteriormente muestreada por Mary J. Blige en su sencillo «You Bring Me Joy» (1994).[5]
- La pista también fue fuertemente muestreada en la canción «Rock DJ» (2000) del inglés Robbie Williams.

## En la cultura popular
- La canción apareció en el videojuego Grand Theft Auto: Vice City Stories, como parte del listado de canciones de la estación de radio del juego VCFL.